# 보리 (1973년)
보리(1973년 ~ 2013년 4월 8일)는 대한민국의 사진가이다. 본명은 이보경이다.

## 활동
연예인 화보 촬영을 하다가 2010년에 무한도전 - 2011 달력모델에 출연하여 이름을 알리게 되었다.

## 사망
2012년 말에 뇌출혈 증세로 병원에 입원하여 치료를 받다가, 2013년 4월 8일 사망하였다. 향년 41세

## 출연 작품
- 2010년 MBC 《무한도전》